# Gladiatorskola
Gladiatorskola (singular ludus; plural ludi) var en skolform som fanns i romarriket. Oftast hade de yrkesaktiva gladiatorerna lärt sig stridstekniker i de olika skolorna som fanns utspridda i Rom varav Ludus Magnus var den största.